# Sverrir Garðarsson
Sverrir Garðarsson (født 15. september 1984) er en islandsk tidligere fodboldspiller (forsvarer). Han spillede én kamp for det islandske landshold, en EM-kvalifikationskamp mod Danmark 21. november 2007.

## Titler
Islandsk mesterskab
- 2004, 2005, 2006 og 2009 med FH
- 2014 med Stjarnan

Islandsk pokal
- 2007 og 2010 med FH